# Adam Bałabuch
Adam Bałabuch (ur. 13 kwietnia 1961 w Ścinawce Średniej) – polski duchowny rzymskokatolicki, doktor nauk teologicznych, rektor Wyższego Seminarium Duchownego Diecezji Świdnickiej w latach 2005–2008, biskup pomocniczy świdnicki od 2008.

## Życiorys
Urodził się 13 kwietnia 1961 w Ścinawce Średniej w rodzinie Michała i Wacławy z domu Osiej. W latach 1976–1980 kształcił się w Liceum Ogólnokształcącym w Nowej Rudzie, gdzie w 1980 złożył egzamin dojrzałości. W latach 1980–1986 studiował w Metropolitalnym Wyższym Seminarium Duchownym i na Papieskim Wydziale Teologicznym we Wrocławiu. Uzyskał magisterium z teologii. 24 czerwca 1985 otrzymał święcenia diakonatu przez posługę biskupa pomocniczego wrocławskiego Adama Dyczkowskiego. Święceń prezbiteratu udzielił mu 24 maja 1986 w archikatedrze wrocławskiej kardynał Henryk Gulbinowicz, arcybiskup metropolita wrocławski. Inkardynowany został do archidiecezji wrocławskiej. W latach 1987–1991 odbył studia specjalistyczne w zakresie homiletyki w Instytucie Teologii Pastoralnej Katolickiego Uniwersytetu Lubelskiego. W 1989 uzyskał stopień licencjata teologii na podstawie pracy Przemówienia i listy ks. Michała Rękasa jako próba kształtowania życia religijnego chorych, zaś w 1991 stopień doktora nauk teologicznych w zakresie teologii pastoralnej na podstawie dysertacji Nauka Jana Pawła II o cierpieniu i jej recepcja w kaznodziejstwie polskim.
W latach 1986–1987 pracował jako wikariusz w parafii Matki Bożej Pocieszenia w Oławie. Od 1997 do 2004 był proboszczem parafii św. Michała Archanioła w Długołęce. W latach 1992–1998 był asystentem kościelnym Ruchu Wiara i Światło. W latach 1993–1997 współorganizował Wrocławskie Dni Duszpasterskie. W latach 1998–2004 był diecezjalnym dyrektorem Unii Apostolskiej Kapłanów Archidiecezji Wrocławskiej. W 2004 został inkardynowany do diecezji świdnickiej. W tym samym roku został wikariuszem generalnym diecezji, a także członkiem rady kapłańskiej, rady duszpasterskiej i kolegium konsultorów. W latach 2004–2005 był dyrektorem Wydziału Duszpasterskiego Świdnickiej Kurii Biskupiej. W 2004 został delegatem Biskupa Świdnickiego ds. Wyższego Seminarium Duchownego Diecezji Świdnickiej i Papieskiego Wydziału Teologicznego we Wrocławiu – studia w Świdnicy. Otrzymał godność kapelana Jego Świątobliwości. Został mianowany kanonikiem honorowym Kapituły Kolegiackiej Świętego Krzyża we Wrocławiu, a także kanonikiem gremialnym Świdnickiej Kapituły Katedralnej.
W 1991 został adiunktem przy katedrze homiletyki na Papieskim Wydziale Teologicznym we Wrocławiu. Prowadził wykłady z teologii słowa Bożego, homiletyki, a także ćwiczenia z homiletyki. W latach 1993–1997 był sekretarzem generalnym, a w latach 1996–1997 dyrektorem administracyjnym wydziału. Pracował także w Metropolitalnym Wyższym Seminarium Duchownym we Wrocławiu, w latach 1991–1992 jako prefekt, zaś w latach 1992–1996 jako ojciec duchowny. Od 1993 do 1997 współredagował „Wrocławski Przegląd Teologiczny” i „Biuletyn Papieskiego Wydziału Teologicznego we Wrocławiu”. W latach 2005–2008 sprawował urząd rektora Wyższego Seminarium Duchownego Diecezji Świdnickiej. Od 2004 do 2008 był przewodniczącym kolegium redakcyjnego „Świdnickich Studiów Teologicznych”.
19 marca 2008 papież Benedykt XVI mianował go biskupem pomocniczym diecezji świdnickiej ze stolicą tytularną Aurusuliana. Święcenia biskupie otrzymał 8 maja 2008 w katedrze świdnickiej. Udzielił mu ich miejscowy biskup diecezjalny Ignacy Dec w asyście Mariana Gołębiewskiego, arcybiskupa metropolity wrocławskiego, i Stefana Regmunta, biskupa diecezjalnego zielonogórsko-gorzowskiego. Na dewizę biskupią wybrał sentencję „Totus Christi et Mariae” (Cały Chrystusa i Maryi).
W ramach Konferencji Episkopatu Polski został członkiem Komisji ds. Kultu Bożego i Dyscypliny Sakramentów, której przewodniczącym był w latach 2011–2021 (w latach 2010–2014 przewodniczył Podkomisji ds. Służby Liturgicznej), natomiast w latach 2010–2014 był delegatem ds. Duszpasterstwa Ministrantów.